# Tour Colombia 2019
La 2.ª edición del Tour Colombia (oficialmente: Tour Colombia 2.1 - Lo que somos) se celebró entre el 12 y el 17 de febrero de 2019 e inició con una contrarreloj por equipos en la ciudad de Medellín y finalizó en el Alto de Las Palmas en el departamento de Antioquia en Colombia. El recorrido constó de 6 etapas sobre una distancia total de 826,4 km.
Con el cambio de gobierno en agosto de 2018 el estado colombiano pasó a ser el patrocinador principal de la carrera para las ediciones de 2019 a 2022 y el nombre de la prueba cambió de Colombia Oro y Paz al de Tour Colombia. Así mismo, el color del maillot que identifica al líder de la prueba pasó a ser de color naranja en alusión al concepto de economía naranja promovido por el nuevo gobierno. Por otra parte las clasificaciones secundarias también sufrieron modificaciones tanto en sus patrocinadores como en los colores de las respectivas camisetas.
La carrera hizo parte del circuito UCI America Tour 2019 dentro de la categoría 2.1 y fue ganada por el ciclista colombiano Miguel Ángel López del equipo Astana. El podio lo completaron los también colombianos Iván Ramiro Sosa del Sky y Daniel Felipe Martínez del EF Education First.

## Equipos participantes
Tomaron de la partida un total de 28 equipos, de los cuales 6 son de categoría UCI WorldTeam, 7 Profesional Continental, 12 Continental y 3 Selecciones nacionales, quienes conformaron un pelotón de 168 ciclistas de los cuales terminaron 136. Los equipos participantes fueron:
| WorldTeams (6)- Astana - Deceuninck-Quick Step - EF Education First - Movistar Team - Sky - UAE Team Emirates Equipos continentales profesionales (7)- Androni Giocattoli-Sidermec - Bardiani CSF - Hagens Berman Axeon - Israel Cycling Academy - Manzana Postobón - Neri Sottoli-Selle Italia-KTM - Nippo Vini Fantini Faizanè Equipos continentales (12)- Aevolo - BetPlay Cycling Team - Coldeportes Bicicletas Strongman - Coldeportes Zenú - Deprisa Team - Efapel - EPM-Scott - GW Shimano Chaoyang Kixx Envía PX Lazer - IAM Excelsior - Medellín - Orgullo Paisa - Team Illuminate Equipos nacionales (3)- Colombia - Ecuador - Italia |
| |

## Principales invitados
Como parte del pelotón internacional, los principales invitados son:
- Chris Froome (Sky). Luego de conseguir el Giro de Italia 2018 completando victorias en las tres Grandes Vueltas junto con 4 Tour de Francia y 1 Vuelta a España, el británico de 33 años iniciará su temporada en Colombia con miras a lograr su quinto Tour de Francia e igualar el registro de Jacques Anquetil, Eddy Merckx, Bernard Hinault y Miguel Induráin.
- Julian Alaphilippe (Deceuninck-Quick Step). Tras obtener 12 victorias en el 2018, el francés de 26 años, vigente ganador de la clasificación de la montaña en el Tour 2018 y ganador de una etapa en la edición inaugural buscará continuar su progresión luego de iniciar su temporada en Argentina con 2 victorias de etapa en la exigente Vuelta a San Juan.
- Bob Jungels (Deceuninck-Quick Step). Vigente campeón de contrarreloj y ruta de Luxemburgo y ganador de su primer monumento en 2018 con una Lieja-Bastoña-Lieja. El luxemburgués de 26 años, arranca su temporada en Colombia de cara a sus objetivos de la temporada.
- Marc Soler (Movistar). Ganador del Tour del Porvenir 2015 y de la prestigiosa París-Niza en el 2018. Soler de 25 años llega al Tour Colombia, como parte del equipo Movistar buscando en conjunto con Nairo Quintana como jefe de filas lograr la victoria en la prueba.

Como parte del pelotón nacional, los principales invitados son:
- Egan Bernal (Sky). El vencedor de la edición inaugural, ganador del Tour del Porvenir 2017 y de su primera carrera por etapas UCI World Tour con el Tour de California 2018, buscará a sus 22 años recién cumplidos revalidar su título en tierras antioqueñas luego de su debut en el Campeonato de Colombia de Contrarreloj en donde obtuvo el tercer lugar.
- Nairo Quintana (Movistar). Ganador del Giro de Italia 2014 y Vuelta a España 2016 y segundo en la edición inaugural, con 29 años recién cumplidos, buscará ganar la carrera de casa  luego de iniciar temporada en la Vuelta a San Juan con miras a preparar el Tour de Francia, principal objetivo de la temporada luego de 2 segundos lugares y un tercer lugar obtenidos en la ronda gala.
- Rigoberto Urán (EF). Doble subcampeón del Giro de Italia, segundo en el Tour de Francia 2017 y tercero en la edición inaugural con victoria de etapa, correrá en casa a la edad de 32 años por las carreteras que forman parte de su preparación con miras al Tour de Francia.
- Miguel Ángel López (Astana). Tercero en las pasadas ediciones de Giro y Vuelta. Luego de su ausencia en la edición inaugural, llega con 25 años recién cumplidos junto con el Astana para iniciar su temporada en Colombia luego de su debut en el Campeonato de Colombia de Contrarreloj en donde obtuvo el segundo lugar.
- Sergio Luis Henao (UAE). Ganador de la prestigiosa París-Niza 2017 y doble ganador del Campeonato de Colombia en Ruta en las ediciones 2017 y 2018. Tras cambiar de equipo para la temporada 2019 en donde tendrá el rol de capo,[6] luego de su papel de gregario en el Team Sky, buscará a sus 31 años sus primeras victorias para el UAE.
- Fernando Gaviria (UAE). Tras iniciar la temporada 2019 con 2 victorias de etapa al sprint en la Vuelta a San Juan con las que igualó el registro de 36 victorias UCI[7] de su compatriota Nairo Quintana, entre las que se incluyen 4 victorias de etapa en el Giro de Italia 2017 y 2 en el Tour de Francia 2018, Gaviria de 24 años buscará seguir incrementando su palmarés en el Tour Colombia luego de haber obtenido 3 victorias de etapa en la edición inaugural.

## Recorrido
| Etapa     | Fecha     | Recorrido                      | type                     | Distancia (km) | Ganador               | Líder              |
| --------- | --------- | ------------------------------ | ------------------------ | -------------- | --------------------- | ------------------ |
| 1.ª etapa | 12 de feb | Medellín – Medellín            | contrarreloj por equipos | 14             | EF Education First    | Rigoberto Urán     |
| 2.ª etapa | 13 de feb | La Ceja – La Ceja              | etapa llana              | 150,5          | Álvaro Hodeg          | Álvaro Hodeg       |
| 3.ª etapa | 14 de feb | Rionegro – Rionegro            | etapa escarpada          | 167,6          | Juan Sebastián Molano | Rigoberto Urán     |
| 4.ª etapa | 15 de feb | Medellín – Medellín            | etapa llana              | 144            | Bob Jungels           | Bob Jungels        |
| 5.ª etapa | 16 de feb | La Unión – La Unión            | etapa de media montaña   | 176,8          | Julian Alaphilippe    | Julian Alaphilippe |
| 6.ª etapa | 17 de feb | El Retiro – Alto de Las Palmas | etapa de media montaña   | 173,5          | Nairo Quintana        | Miguel Ángel López |

## Desarrollo de la carrera

### 1.ª etapa
| Medellín - Medellín | contrarreloj por equipos | (14 km) |

| \| Clasificación de la etapa \| Clasificación de la etapa \| Clasificación de la etapa \| Clasificación de la etapa \| Clasificación de la etapa \| Clasificación de la etapa \| \| Equipo \| Equipo \| Tiempo \| Diferencia \| Promedio \| \| \| ------------------------- \| -------------------------------- \| ------------------------- \| ------------------------- \| ------------------------- \| ------------------------- \| \| 1.º \| EF Education First \| 15 min 05 s \| 0 s \| 55.691 km/h \| \| \| 2.º \| Deceuninck-Quick Step \| 15 min 13 s \| + 8 s \| 55.203 km/h \| \| \| 3.º \| Sky \| 15 min 15 s \| + 10 s \| 55.082 km/h \| \| \| 4.º \| Astana \| 15 min 27 s \| + 22 s \| 54.369 km/h \| \| \| 5.º \| UAE Team Emirates \| 15 min 40 s \| + 35 s \| 53.617 km/h \| \| \| 6.º \| Medellín \| 15 min 45 s \| + 40 s \| 53.333 km/h \| \| \| 7.º \| Movistar Team \| 15 min 49 s \| + 44 s \| 53.109 km/h \| \| \| 8.º \| EPM-Scott \| 15 min 57 s \| + 52 s \| 52.665 km/h \| \| \| 9.º \| Coldeportes Bicicletas Strongman \| 15 min 58 s \| + 53 s \| 52.610 km/h \| \| \| 10.º \| Manzana Postobón \| 15 min 59 s \| + 54 s \| 52.555 km/h \| \| |                                  |             |            |             |
| |                                  |             |            |             |
| Fuente: ProCyclingStats |                                  |             |            |             |
| Clasificación de la etapa |                                  |             |            |             |
| Equipo | Equipo                           | Tiempo      | Diferencia | Promedio    |
| 1.º | EF Education First               | 15 min 05 s | 0 s        | 55.691 km/h |
| 2.º | Deceuninck-Quick Step            | 15 min 13 s | + 8 s      | 55.203 km/h |
| 3.º | Sky                              | 15 min 15 s | + 10 s     | 55.082 km/h |
| 4.º | Astana                           | 15 min 27 s | + 22 s     | 54.369 km/h |
| 5.º | UAE Team Emirates                | 15 min 40 s | + 35 s     | 53.617 km/h |
| 6.º | Medellín                         | 15 min 45 s | + 40 s     | 53.333 km/h |
| 7.º | Movistar Team                    | 15 min 49 s | + 44 s     | 53.109 km/h |
| 8.º | EPM-Scott                        | 15 min 57 s | + 52 s     | 52.665 km/h |
| 9.º | Coldeportes Bicicletas Strongman | 15 min 58 s | + 53 s     | 52.610 km/h |
| 10.º | Manzana Postobón                 | 15 min 59 s | + 54 s     | 52.555 km/h |

| \| Clasificación general \| Clasificación general \| Clasificación general \| Clasificación general \| Clasificación general \| \| Ciclista \| Ciclista \| Equipo \| Tiempo \| \| \| --------------------- \| ---------------------- \| --------------------- \| --------------------- \| --------------------- \| \| 1.º \| Rigoberto Urán \| EF Education First \| 15 min 05 s \| \| \| 2.º \| Daniel Felipe Martínez \| EF Education First \| + 0 s \| \| \| 3.º \| Lawson Craddock \| EF Education First \| + 0 s \| \| \| 4.º \| Taylor Phinney \| EF Education First \| + 0 s \| \| \| 5.º \| Bob Jungels \| Deceuninck-Quick Step \| + 8 s \| \| \| 6.º \| Julian Alaphilippe \| Deceuninck-Quick Step \| + 8 s \| \| \| 7.º \| Maximiliano Richeze \| Deceuninck-Quick Step \| + 8 s \| \| \| 8.º \| Álvaro Hodeg[8] \| Deceuninck-Quick Step \| + 8 s \| \| \| 9.º \| Jhonatan Narváez \| Team Sky \| + 10 s \| \| \| 10.º \| Iván Ramiro Sosa \| Team Sky \| + 10 s \| \| |                        |                       |             |
| |                        |                       |             |
| Fuente: ProCyclingStats |                        |                       |             |
| Clasificación general |                        |                       |             |
| Ciclista | Ciclista               | Equipo                | Tiempo      |
| 1.º | Rigoberto Urán         | EF Education First    | 15 min 05 s |
| 2.º | Daniel Felipe Martínez | EF Education First    | + 0 s       |
| 3.º | Lawson Craddock        | EF Education First    | + 0 s       |
| 4.º | Taylor Phinney         | EF Education First    | + 0 s       |
| 5.º | Bob Jungels            | Deceuninck-Quick Step | + 8 s       |
| 6.º | Julian Alaphilippe     | Deceuninck-Quick Step | + 8 s       |
| 7.º | Maximiliano Richeze    | Deceuninck-Quick Step | + 8 s       |
| 8.º | Álvaro Hodeg           | Deceuninck-Quick Step | + 8 s       |
| 9.º | Jhonatan Narváez       | Team Sky              | + 10 s      |
| 10.º | Iván Ramiro Sosa       | Team Sky              | + 10 s      |

### 2.ª etapa
| La Ceja - La Ceja | etapa llana | (150,5 km) |

| \| Clasificación de la etapa \| Clasificación de la etapa \| Clasificación de la etapa \| Clasificación de la etapa \| Clasificación de la etapa \| \| Ciclista \| Ciclista \| Equipo \| Tiempo \| \| \| ------------------------- \| ------------------------- \| ----------------------------- \| ------------------------- \| ------------------------- \| \| 1.º \| Álvaro Hodeg \| Deceuninck-Quick Step \| 3 h 21 min 40 s \| \| \| 2.º \| Martin Laas \| Illuminate \| + 0 s \| \| \| 3.º \| Juan Sebastián Molano \| UAE Team Emirates \| + 0 s \| \| \| 4.º \| Mihkel Räim \| Israel Cycling Academy \| + 0 s \| \| \| 5.º \| Maximiliano Richeze \| Deceuninck-Quick Step \| + 0 s \| \| \| 6.º \| Luca Pacioni \| Neri Sottoli-Selle Italia-KTM \| + 0 s \| \| \| 7.º \| Imerio Cima \| Nippo-Vini Fantini-Faizanè \| + 0 s \| \| \| 8.º \| Paolo Simion \| Bardiani CSF \| + 0 s \| \| \| 9.º \| Egan Bernal \| Team Sky \| + 0 s \| \| \| 10.º \| Jhonatan Narváez \| Team Sky \| + 0 s \| \| |                       |                               |                 |
| |                       |                               |                 |
| Fuente: ProCyclingStats |                       |                               |                 |
| Clasificación de la etapa |                       |                               |                 |
| Ciclista | Ciclista              | Equipo                        | Tiempo          |
| 1.º | Álvaro Hodeg          | Deceuninck-Quick Step         | 3 h 21 min 40 s |
| 2.º | Martin Laas           | Illuminate                    | + 0 s           |
| 3.º | Juan Sebastián Molano | UAE Team Emirates             | + 0 s           |
| 4.º | Mihkel Räim           | Israel Cycling Academy        | + 0 s           |
| 5.º | Maximiliano Richeze   | Deceuninck-Quick Step         | + 0 s           |
| 6.º | Luca Pacioni          | Neri Sottoli-Selle Italia-KTM | + 0 s           |
| 7.º | Imerio Cima           | Nippo-Vini Fantini-Faizanè    | + 0 s           |
| 8.º | Paolo Simion          | Bardiani CSF                  | + 0 s           |
| 9.º | Egan Bernal           | Team Sky                      | + 0 s           |
| 10.º | Jhonatan Narváez      | Team Sky                      | + 0 s           |

| \| Clasificación general \| Clasificación general \| Clasificación general \| Clasificación general \| Clasificación general \| \| Ciclista \| Ciclista \| Equipo \| Tiempo \| \| \| --------------------- \| ---------------------- \| --------------------- \| --------------------- \| --------------------- \| \| 1.º \| Álvaro Hodeg \| Deceuninck-Quick Step \| 3 h 36 min 43 s \| \| \| 2.º \| Rigoberto Urán \| EF Education First \| + 2 s \| \| \| 3.º \| Daniel Felipe Martínez \| EF Education First \| + 2 s \| \| \| 4.º \| Lawson Craddock \| EF Education First \| + 2 s \| \| \| 5.º \| Maximiliano Richeze \| Deceuninck-Quick Step \| + 10 s \| \| \| 6.º \| Julian Alaphilippe \| Deceuninck-Quick Step \| + 10 s \| \| \| 7.º \| Bob Jungels \| Deceuninck-Quick Step \| + 10 s \| \| \| 8.º \| Jhonatan Narváez \| Team Sky \| + 12 s \| \| \| 9.º \| Egan Bernal \| Team Sky \| + 12 s \| \| \| 10.º \| Iván Ramiro Sosa \| Team Sky \| + 12 s \| \| |                        |                       |                 |
| |                        |                       |                 |
| Fuente: ProCyclingStats |                        |                       |                 |
| Clasificación general |                        |                       |                 |
| Ciclista | Ciclista               | Equipo                | Tiempo          |
| 1.º | Álvaro Hodeg           | Deceuninck-Quick Step | 3 h 36 min 43 s |
| 2.º | Rigoberto Urán         | EF Education First    | + 2 s           |
| 3.º | Daniel Felipe Martínez | EF Education First    | + 2 s           |
| 4.º | Lawson Craddock        | EF Education First    | + 2 s           |
| 5.º | Maximiliano Richeze    | Deceuninck-Quick Step | + 10 s          |
| 6.º | Julian Alaphilippe     | Deceuninck-Quick Step | + 10 s          |
| 7.º | Bob Jungels            | Deceuninck-Quick Step | + 10 s          |
| 8.º | Jhonatan Narváez       | Team Sky              | + 12 s          |
| 9.º | Egan Bernal            | Team Sky              | + 12 s          |
| 10.º | Iván Ramiro Sosa       | Team Sky              | + 12 s          |

### 3.ª etapa
| Rionegro - Rionegro | etapa escarpada | (167,6 km) |

| \| Clasificación de la etapa \| Clasificación de la etapa \| Clasificación de la etapa \| Clasificación de la etapa \| Clasificación de la etapa \| \| Ciclista \| Ciclista \| Equipo \| Tiempo \| \| \| ------------------------- \| ------------------------- \| --------------------------- \| ------------------------- \| ------------------------- \| \| 1.º \| Juan Sebastián Molano \| UAE Team Emirates \| 3 h 42 min 52 s \| \| \| 2.º \| Julian Alaphilippe \| Deceuninck-Quick Step \| + 0 s \| \| \| 3.º \| Diego Ochoa \| Manzana Postobón \| + 0 s \| \| \| 4.º \| Miguel Ángel López \| Astana \| + 0 s \| \| \| 5.º \| Egan Bernal \| Team Sky \| + 0 s \| \| \| 6.º \| Edwin Ávila \| Israel Cycling Academy \| + 0 s \| \| \| 7.º \| Miguel Flórez López \| Androni Giocattoli-Sidermec \| + 0 s \| \| \| 8.º \| Juan Esteban Arango \| Colombia \| + 0 s \| \| \| 9.º \| Richard Carapaz \| Movistar Team \| + 0 s \| \| \| 10.º \| Edison Muñoz \| Orgullo Paisa \| + 0 s \| \| |                       |                             |                 |
| |                       |                             |                 |
| Fuente: ProCyclingStats |                       |                             |                 |
| Clasificación de la etapa |                       |                             |                 |
| Ciclista | Ciclista              | Equipo                      | Tiempo          |
| 1.º | Juan Sebastián Molano | UAE Team Emirates           | 3 h 42 min 52 s |
| 2.º | Julian Alaphilippe    | Deceuninck-Quick Step       | + 0 s           |
| 3.º | Diego Ochoa           | Manzana Postobón            | + 0 s           |
| 4.º | Miguel Ángel López    | Astana                      | + 0 s           |
| 5.º | Egan Bernal           | Team Sky                    | + 0 s           |
| 6.º | Edwin Ávila           | Israel Cycling Academy      | + 0 s           |
| 7.º | Miguel Flórez López   | Androni Giocattoli-Sidermec | + 0 s           |
| 8.º | Juan Esteban Arango   | Colombia                    | + 0 s           |
| 9.º | Richard Carapaz       | Movistar Team               | + 0 s           |
| 10.º | Edison Muñoz          | Orgullo Paisa               | + 0 s           |

| \| Clasificación general \| Clasificación general \| Clasificación general \| Clasificación general \| Clasificación general \| \| Ciclista \| Ciclista \| Equipo \| Tiempo \| \| \| --------------------- \| ---------------------- \| --------------------- \| --------------------- \| --------------------- \| \| 1.º \| Rigoberto Urán \| EF Education First \| 7 h 19 min 37 s \| \| \| 2.º \| Daniel Felipe Martínez \| EF Education First \| + 0 s \| \| \| 3.º \| Lawson Craddock \| EF Education First \| + 0 s \| \| \| 4.º \| Julian Alaphilippe \| Deceuninck-Quick Step \| + 2 s \| \| \| 5.º \| Egan Bernal \| Team Sky \| + 8 s \| \| \| 6.º \| Bob Jungels \| Deceuninck-Quick Step \| + 8 s \| \| \| 7.º \| Jhonatan Narváez \| Team Sky \| + 9 s \| \| \| 8.º \| Iván Ramiro Sosa \| Team Sky \| + 10 s \| \| \| 9.º \| Chris Froome \| Team Sky \| + 10 s \| \| \| 10.º \| Sebastián Henao \| Team Sky \| + 10 s \| \| |                        |                       |                 |
| |                        |                       |                 |
| Fuente: ProCyclingStats |                        |                       |                 |
| Clasificación general |                        |                       |                 |
| Ciclista | Ciclista               | Equipo                | Tiempo          |
| 1.º | Rigoberto Urán         | EF Education First    | 7 h 19 min 37 s |
| 2.º | Daniel Felipe Martínez | EF Education First    | + 0 s           |
| 3.º | Lawson Craddock        | EF Education First    | + 0 s           |
| 4.º | Julian Alaphilippe     | Deceuninck-Quick Step | + 2 s           |
| 5.º | Egan Bernal            | Team Sky              | + 8 s           |
| 6.º | Bob Jungels            | Deceuninck-Quick Step | + 8 s           |
| 7.º | Jhonatan Narváez       | Team Sky              | + 9 s           |
| 8.º | Iván Ramiro Sosa       | Team Sky              | + 10 s          |
| 9.º | Chris Froome           | Team Sky              | + 10 s          |
| 10.º | Sebastián Henao        | Team Sky              | + 10 s          |

### 4.ª etapa
| Medellín - Medellín | etapa llana | (144 km) |

| \| Clasificación de la etapa \| Clasificación de la etapa \| Clasificación de la etapa \| Clasificación de la etapa \| Clasificación de la etapa \| \| Ciclista \| Ciclista \| Equipo \| Tiempo \| \| \| ------------------------- \| ------------------------- \| --------------------------- \| ------------------------- \| ------------------------- \| \| 1.º \| Bob Jungels \| Deceuninck-Quick Step \| 3 h 04 min 38 s \| \| \| 2.º \| Mihkel Räim \| Israel Cycling Academy \| + 2 s \| \| \| 3.º \| Julian Alaphilippe \| Deceuninck-Quick Step \| + 2 s \| \| \| 4.º \| David Villarreal \| Ecuador \| + 2 s \| \| \| 5.º \| Hideto Nakane \| Nippo-Vini Fantini-Faizanè \| + 2 s \| \| \| 6.º \| Diego Ochoa \| Manzana Postobón \| + 2 s \| \| \| 7.º \| Weimar Roldán \| Medellín \| + 2 s \| \| \| 8.º \| Edwin Ávila \| Israel Cycling Academy \| + 2 s \| \| \| 9.º \| Miguel Flórez López \| Androni Giocattoli-Sidermec \| + 2 s \| \| \| 10.º \| Daniel Muñoz \| Androni Giocattoli-Sidermec \| + 2 s \| \| |                     |                             |                 |
| |                     |                             |                 |
| Fuente: ProCyclingStats |                     |                             |                 |
| Clasificación de la etapa |                     |                             |                 |
| Ciclista | Ciclista            | Equipo                      | Tiempo          |
| 1.º | Bob Jungels         | Deceuninck-Quick Step       | 3 h 04 min 38 s |
| 2.º | Mihkel Räim         | Israel Cycling Academy      | + 2 s           |
| 3.º | Julian Alaphilippe  | Deceuninck-Quick Step       | + 2 s           |
| 4.º | David Villarreal    | Ecuador                     | + 2 s           |
| 5.º | Hideto Nakane       | Nippo-Vini Fantini-Faizanè  | + 2 s           |
| 6.º | Diego Ochoa         | Manzana Postobón            | + 2 s           |
| 7.º | Weimar Roldán       | Medellín                    | + 2 s           |
| 8.º | Edwin Ávila         | Israel Cycling Academy      | + 2 s           |
| 9.º | Miguel Flórez López | Androni Giocattoli-Sidermec | + 2 s           |
| 10.º | Daniel Muñoz        | Androni Giocattoli-Sidermec | + 2 s           |

| \| Clasificación general \| Clasificación general \| Clasificación general \| Clasificación general \| Clasificación general \| \| Ciclista \| Ciclista \| Equipo \| Tiempo \| \| \| --------------------- \| ---------------------- \| --------------------- \| --------------------- \| --------------------- \| \| 1.º \| Bob Jungels \| Deceuninck-Quick Step \| 10 h 24 min 13 s \| \| \| 2.º \| Julian Alaphilippe \| Deceuninck-Quick Step \| + 2 s \| \| \| 3.º \| Rigoberto Urán \| EF Education First \| + 4 s \| \| \| 4.º \| Daniel Felipe Martínez \| EF Education First \| + 4 s \| \| \| 5.º \| Lawson Craddock \| EF Education First \| + 4 s \| \| \| 6.º \| Egan Bernal \| Team Sky \| + 12 s \| \| \| 7.º \| Jhonatan Narváez \| Team Sky \| + 13 s \| \| \| 8.º \| Iván Ramiro Sosa \| Team Sky \| + 14 s \| \| \| 9.º \| Sebastián Henao \| Team Sky \| + 14 s \| \| \| 10.º \| Miguel Ángel López \| Astana \| + 18 s \| \| |                        |                       |                  |
| |                        |                       |                  |
| Fuente: ProCyclingStats |                        |                       |                  |
| Clasificación general |                        |                       |                  |
| Ciclista | Ciclista               | Equipo                | Tiempo           |
| 1.º | Bob Jungels            | Deceuninck-Quick Step | 10 h 24 min 13 s |
| 2.º | Julian Alaphilippe     | Deceuninck-Quick Step | + 2 s            |
| 3.º | Rigoberto Urán         | EF Education First    | + 4 s            |
| 4.º | Daniel Felipe Martínez | EF Education First    | + 4 s            |
| 5.º | Lawson Craddock        | EF Education First    | + 4 s            |
| 6.º | Egan Bernal            | Team Sky              | + 12 s           |
| 7.º | Jhonatan Narváez       | Team Sky              | + 13 s           |
| 8.º | Iván Ramiro Sosa       | Team Sky              | + 14 s           |
| 9.º | Sebastián Henao        | Team Sky              | + 14 s           |
| 10.º | Miguel Ángel López     | Astana                | + 18 s           |

### 5.ª etapa
| La Unión - La Unión | etapa de media montaña | (176,8 km) |

| \| Clasificación de la etapa \| Clasificación de la etapa \| Clasificación de la etapa \| Clasificación de la etapa \| Clasificación de la etapa \| \| Ciclista \| Ciclista \| Equipo \| Tiempo \| \| \| ------------------------- \| ------------------------- \| -------------------------- \| ------------------------- \| ------------------------- \| \| 1.º \| Julian Alaphilippe \| Deceuninck-Quick Step \| 4 h 16 min 44 s \| \| \| 2.º \| Miguel Ángel López \| Astana \| + 0 s \| \| \| 3.º \| Richard Carapaz \| Movistar Team \| + 0 s \| \| \| 4.º \| Daniel Felipe Martínez \| EF Education First \| + 0 s \| \| \| 5.º \| Iván Ramiro Sosa \| Team Sky \| + 6 s \| \| \| 6.º \| Bob Jungels \| Deceuninck-Quick Step \| + 42 s \| \| \| 7.º \| Rigoberto Urán \| EF Education First \| + 42 s \| \| \| 8.º \| Alejandro Osorio \| Nippo-Vini Fantini-Faizanè \| + 42 s \| \| \| 9.º \| Nairo Quintana \| Movistar Team \| + 42 s \| \| \| 10.º \| Egan Bernal \| Team Sky \| + 42 s \| \| |                        |                            |                 |
| |                        |                            |                 |
| Fuente: ProCyclingStats |                        |                            |                 |
| Clasificación de la etapa |                        |                            |                 |
| Ciclista | Ciclista               | Equipo                     | Tiempo          |
| 1.º | Julian Alaphilippe     | Deceuninck-Quick Step      | 4 h 16 min 44 s |
| 2.º | Miguel Ángel López     | Astana                     | + 0 s           |
| 3.º | Richard Carapaz        | Movistar Team              | + 0 s           |
| 4.º | Daniel Felipe Martínez | EF Education First         | + 0 s           |
| 5.º | Iván Ramiro Sosa       | Team Sky                   | + 6 s           |
| 6.º | Bob Jungels            | Deceuninck-Quick Step      | + 42 s          |
| 7.º | Rigoberto Urán         | EF Education First         | + 42 s          |
| 8.º | Alejandro Osorio       | Nippo-Vini Fantini-Faizanè | + 42 s          |
| 9.º | Nairo Quintana         | Movistar Team              | + 42 s          |
| 10.º | Egan Bernal            | Team Sky                   | + 42 s          |

| \| Clasificación general \| Clasificación general \| Clasificación general \| Clasificación general \| Clasificación general \| \| Ciclista \| Ciclista \| Equipo \| Tiempo \| \| \| --------------------- \| ---------------------- \| --------------------- \| --------------------- \| --------------------- \| \| 1.º \| Julian Alaphilippe \| Deceuninck-Quick Step \| 14 h 40 min 46 s \| \| \| 2.º \| Daniel Felipe Martínez \| EF Education First \| + 8 s \| \| \| 3.º \| Miguel Ángel López \| Astana \| + 23 s \| \| \| 4.º \| Iván Ramiro Sosa \| Team Sky \| + 29 s \| \| \| 5.º \| Bob Jungels \| Deceuninck-Quick Step \| + 53 s \| \| \| 6.º \| Richard Carapaz \| Movistar Team \| + 55 s \| \| \| 7.º \| Rigoberto Urán \| EF Education First \| + 57 s \| \| \| 8.º \| Lawson Craddock \| EF Education First \| + 57 s \| \| \| 9.º \| Egan Bernal \| Team Sky \| + 1 min 05 s \| \| \| 10.º \| Óscar Sevilla \| Medellín \| + 1 min 27 s \| \| |                        |                       |                  |
| |                        |                       |                  |
| Fuente: ProCyclingStats |                        |                       |                  |
| Clasificación general |                        |                       |                  |
| Ciclista | Ciclista               | Equipo                | Tiempo           |
| 1.º | Julian Alaphilippe     | Deceuninck-Quick Step | 14 h 40 min 46 s |
| 2.º | Daniel Felipe Martínez | EF Education First    | + 8 s            |
| 3.º | Miguel Ángel López     | Astana                | + 23 s           |
| 4.º | Iván Ramiro Sosa       | Team Sky              | + 29 s           |
| 5.º | Bob Jungels            | Deceuninck-Quick Step | + 53 s           |
| 6.º | Richard Carapaz        | Movistar Team         | + 55 s           |
| 7.º | Rigoberto Urán         | EF Education First    | + 57 s           |
| 8.º | Lawson Craddock        | EF Education First    | + 57 s           |
| 9.º | Egan Bernal            | Team Sky              | + 1 min 05 s     |
| 10.º | Óscar Sevilla          | Medellín              | + 1 min 27 s     |

### 6.ª etapa
| El Retiro - Alto de Las Palmas | etapa de media montaña | (173,5 km) |

| \| Clasificación de la etapa \| Clasificación de la etapa \| Clasificación de la etapa \| Clasificación de la etapa \| Clasificación de la etapa \| \| Ciclista \| Ciclista \| Equipo \| Tiempo \| \| \| ------------------------- \| ------------------------- \| ------------------------- \| ------------------------- \| ------------------------- \| \| 1.º \| Nairo Quintana \| Movistar Team \| 3 h 57 min 19 s \| \| \| 2.º \| Iván Ramiro Sosa \| Team Sky \| + 8 s \| \| \| 3.º \| Miguel Ángel López \| Astana \| + 8 s \| \| \| 4.º \| Egan Bernal \| Team Sky \| + 16 s \| \| \| 5.º \| Rigoberto Urán \| EF Education First \| + 1 min 01 s \| \| \| 6.º \| Daniel Felipe Martínez \| EF Education First \| + 1 min 01 s \| \| \| 7.º \| Jhojan García \| Manzana Postobón \| + 1 min 27 s \| \| \| 8.º \| Didier Chaparro \| Orgullo Paisa \| + 1 min 32 s \| \| \| 9.º \| Sergio Luis Henao \| UAE Team Emirates \| + 1 min 36 s \| \| \| 10.º \| Jhonatan Narváez \| Team Sky \| + 1 min 40 s \| \| |                        |                    |                 |
| |                        |                    |                 |
| Fuente: ProCyclingStats |                        |                    |                 |
| Clasificación de la etapa |                        |                    |                 |
| Ciclista | Ciclista               | Equipo             | Tiempo          |
| 1.º | Nairo Quintana         | Movistar Team      | 3 h 57 min 19 s |
| 2.º | Iván Ramiro Sosa       | Team Sky           | + 8 s           |
| 3.º | Miguel Ángel López     | Astana             | + 8 s           |
| 4.º | Egan Bernal            | Team Sky           | + 16 s          |
| 5.º | Rigoberto Urán         | EF Education First | + 1 min 01 s    |
| 6.º | Daniel Felipe Martínez | EF Education First | + 1 min 01 s    |
| 7.º | Jhojan García          | Manzana Postobón   | + 1 min 27 s    |
| 8.º | Didier Chaparro        | Orgullo Paisa      | + 1 min 32 s    |
| 9.º | Sergio Luis Henao      | UAE Team Emirates  | + 1 min 36 s    |
| 10.º | Jhonatan Narváez       | Team Sky           | + 1 min 40 s    |

## Clasificaciones finales
Las clasificaciones finalizaron de la siguiente forma:

### Clasificación general
| \| Clasificación general \| Clasificación general \| Clasificación general \| Clasificación general \| Clasificación general \| \| Ciclista \| Ciclista \| Equipo \| Tiempo \| \| \| --------------------- \| ---------------------- \| -------------------------------- \| --------------------- \| --------------------- \| \| 1.º \| Miguel Ángel López \| Astana \| 18 h 38 min 32 s \| \| \| 2.º \| Iván Ramiro Sosa \| Team Sky \| + 4 s \| \| \| 3.º \| Daniel Felipe Martínez \| EF Education First \| + 42 s \| \| \| 4.º \| Egan Bernal \| Team Sky \| + 54 s \| \| \| 5.º \| Nairo Quintana \| Movistar Team \| + 1 min 04 s \| \| \| 6.º \| Rigoberto Urán \| EF Education First \| + 1 min 31 s \| \| \| 7.º \| Julian Alaphilippe \| Deceuninck-Quick Step \| + 1 min 33 s \| \| \| 8.º \| Sergio Luis Henao \| UAE Team Emirates \| + 2 min 41 s \| \| \| 9.º \| Richard Carapaz \| Movistar Team \| + 2 min 46 s \| \| \| 10.º \| Rodrigo Contreras \| Astana \| + 2 min 47 s \| \| \| 11.º \| Alejandro Osorio \| Nippo-Vini Fantini-Faizanè \| + 3 min 31 s \| \| \| 12.º \| Freddy Montaña \| EPM \| + 3 min 31 s \| \| \| 13.º \| Winner Anacona \| Movistar Team \| + 3 min 37 s \| \| \| 14.º \| Edward Beltrán \| Medellín \| + 3 min 37 s \| \| \| 15.º \| Óscar Quiroz \| Coldeportes Bicicletas Strongman \| + 3 min 40 s \| \| |                        |                                  |                  |
| |                        |                                  |                  |
| Fuente: ProCyclingStats |                        |                                  |                  |
| Clasificación general |                        |                                  |                  |
| Ciclista | Ciclista               | Equipo                           | Tiempo           |
| 1.º | Miguel Ángel López     | Astana                           | 18 h 38 min 32 s |
| 2.º | Iván Ramiro Sosa       | Team Sky                         | + 4 s            |
| 3.º | Daniel Felipe Martínez | EF Education First               | + 42 s           |
| 4.º | Egan Bernal            | Team Sky                         | + 54 s           |
| 5.º | Nairo Quintana         | Movistar Team                    | + 1 min 04 s     |
| 6.º | Rigoberto Urán         | EF Education First               | + 1 min 31 s     |
| 7.º | Julian Alaphilippe     | Deceuninck-Quick Step            | + 1 min 33 s     |
| 8.º | Sergio Luis Henao      | UAE Team Emirates                | + 2 min 41 s     |
| 9.º | Richard Carapaz        | Movistar Team                    | + 2 min 46 s     |
| 10.º | Rodrigo Contreras      | Astana                           | + 2 min 47 s     |
| 11.º | Alejandro Osorio       | Nippo-Vini Fantini-Faizanè       | + 3 min 31 s     |
| 12.º | Freddy Montaña         | EPM                              | + 3 min 31 s     |
| 13.º | Winner Anacona         | Movistar Team                    | + 3 min 37 s     |
| 14.º | Edward Beltrán         | Medellín                         | + 3 min 37 s     |
| 15.º | Óscar Quiroz           | Coldeportes Bicicletas Strongman | + 3 min 40 s     |

### Clasificación por puntos
| Clasificación por puntos | Clasificación por puntos | Clasificación por puntos | Clasificación por puntos | Clasificación por puntos |
| Ciclista                 | Ciclista                 | Equipo                   | Puntos                   |                          |
| ------------------------ | ------------------------ | ------------------------ | ------------------------ | ------------------------ |
| 1.º                      | Julian Alaphilippe       | Deceuninck-Quick Step    | 40 pts                   |                          |
| 2.º                      | Miguel Ángel López       | Astana                   | 38 pts                   |                          |
| 3.º                      | Juan Sebastián Molano    | UAE Team Emirates        | 25 pts                   |                          |
| 4.º                      | Egan Bernal              | Team Sky                 | 22 pts                   |                          |
| 5.º                      | Bob Jungels              | Deceuninck-Quick Step    | 21 pts                   |                          |
| 6.º                      | Iván Ramiro Sosa         | Team Sky                 | 21 pts                   |                          |
| 7.º                      | Daniel Felipe Martínez   | EF Education First       | 21 pts                   |                          |
| 8.º                      | Diego Ochoa              | Manzana Postobón         | 19 pts                   |                          |
| 9.º                      | Nairo Quintana           | Movistar Team            | 18 pts                   |                          |
| 10.º                     | Álvaro Hodeg             | Deceuninck-Quick Step    | 18 pts                   |                          |

### Clasificación de la montaña
| Clasificación de la montaña | Clasificación de la montaña | Clasificación de la montaña      | Clasificación de la montaña | Clasificación de la montaña |
| Ciclista                    | Ciclista                    | Equipo                           | Puntos                      |                             |
| --------------------------- | --------------------------- | -------------------------------- | --------------------------- | --------------------------- |
| 1.º                         | Iván Ramiro Sosa            | Team Sky                         | 13 pts                      |                             |
| 2.º                         | Miguel Ángel López          | Astana                           | 12 pts                      |                             |
| 3.º                         | Alexis Camacho              | Coldeportes-Zenú                 | 12 pts                      |                             |
| 4.º                         | Nairo Quintana              | Movistar Team                    | 10 pts                      |                             |
| 5.º                         | Daniel Felipe Martínez      | EF Education First               | 7 pts                       |                             |
| 6.º                         | Óscar Quiroz                | Coldeportes Bicicletas Strongman | 7 pts                       |                             |
| 7.º                         | William Muñoz               | Coldeportes Bicicletas Strongman | 6 pts                       |                             |
| 8.º                         | José Tito Hernández         | Orgullo Paisa                    | 4 pts                       |                             |
| 9.º                         | Egan Bernal                 | Team Sky                         | 4 pts                       |                             |
| 10.º                        | Fabio Duarte                | Medellín                         | 4 pts                       |                             |

### Clasificación de los jóvenes
| Clasificación del mejor joven | Clasificación del mejor joven | Clasificación del mejor joven    | Clasificación del mejor joven | Clasificación del mejor joven |
| Ciclista                      | Ciclista                      | Equipo                           | Tiempo                        |                               |
| ----------------------------- | ----------------------------- | -------------------------------- | ----------------------------- | ----------------------------- |
| 1.º                           | Miguel Ángel López            | Astana                           | 18 h 38 min 32 s              |                               |
| 2.º                           | Iván Ramiro Sosa              | Team Sky                         | + 4 s                         |                               |
| 3.º                           | Daniel Felipe Martínez        | EF Education First               | + 42 s                        |                               |
| 4.º                           | Egan Bernal                   | Team Sky                         | + 54 s                        |                               |
| 5.º                           | Rodrigo Contreras             | Astana                           | + 2 min 47 s                  |                               |
| 6.º                           | Alejandro Osorio              | Nippo-Vini Fantini-Faizanè       | + 3 min 31 s                  |                               |
| 7.º                           | Óscar Quiroz                  | Coldeportes Bicicletas Strongman | + 3 min 40 s                  |                               |
| 8.º                           | Miguel Flórez López           | Androni Giocattoli-Sidermec      | + 4 min 05 s                  |                               |
| 9.º                           | Jefferson Cepeda              | Ecuador                          | + 4 min 14 s                  |                               |
| 10.º                          | Harold Tejada                 | Medellín                         | + 4 min 44 s                  |                               |

### Clasificación de los sprints (metas volantes)
| Clasificación de las metas volantes | Clasificación de las metas volantes | Clasificación de las metas volantes | Clasificación de las metas volantes | Clasificación de las metas volantes |
| Ciclista                            | Ciclista                            | Equipo                              | Puntos                              |                                     |
| ----------------------------------- | ----------------------------------- | ----------------------------------- | ----------------------------------- | ----------------------------------- |
| 1.º                                 | Óscar Sevilla                       | Medellín                            | 10 pts                              |                                     |
| 2.º                                 | Miguel Ángel López                  | Astana                              | 8 pts                               |                                     |
| 3.º                                 | Steven Cuesta                       | Deprisa                             | 8 pts                               |                                     |
| 4.º                                 | Daniel Felipe Martínez              | EF Education First                  | 7 pts                               |                                     |
| 5.º                                 | Edwin Ávila                         | Israel Cycling Academy              | 6 pts                               |                                     |
| 6.º                                 | Marvin Angarita                     | Coldeportes Bicicletas Strongman    | 6 pts                               |                                     |
| 7.º                                 | Juan Esteban Arango                 | Medellín                            | 6 pts                               |                                     |
| 8.º                                 | Miguel Ángel Rubiano                | Coldeportes-Zenú                    | 4 pts                               |                                     |
| 9.º                                 | José Tito Hernández                 | Orgullo Paisa                       | 4 pts                               |                                     |
| 10.º                                | Julian Alaphilippe                  | Deceuninck-Quick Step               | 3 pts                               |                                     |

### Clasificación por equipos
| Clasificación por equipos | Clasificación por equipos        | Clasificación por equipos | Clasificación por equipos |
| Equipo                    | Equipo                           | Tiempo                    |                           |
| ------------------------- | -------------------------------- | ------------------------- | ------------------------- |
| 1.º                       | EF Education First               | 55 h 31 min 37 s          |                           |
| 2.º                       | Movistar Team                    | + 2 s                     |                           |
| 3.º                       | Sky                              | + 2 min 35 s              |                           |
| 4.º                       | Medellín                         | + 5 min 21 s              |                           |
| 5.º                       | Coldeportes Bicicletas Strongman | + 5 min 37 s              |                           |
| 6.º                       | Astana                           | + 19 min 31 s             |                           |
| 7.º                       | Orgullo Paisa                    | + 24 min 16 s             |                           |
| 8.º                       | EPM-Scott                        | + 25 min 06 s             |                           |
| 9.º                       | Manzana Postobón                 | + 32 min 47 s             |                           |
| 10.º                      | Ecuador                          | + 42 min 50 s             |                           |

## Evolución de las clasificaciones
| Etapa                   | Ganador de etapa        | Clasificación general | Clasificación por puntos | Clasificación de la montaña | Clasificación de los jóvenes | Premio de la combatividad | Clasificación de los sprints | Clasificación por equipos |
| ----------------------- | ----------------------- | --------------------- | ------------------------ | --------------------------- | ---------------------------- | ------------------------- | ---------------------------- | ------------------------- |
| 1.ª                     | EF Education First      | Rigoberto Urán        | Rigoberto Urán           | Rigoberto Urán              | Daniel Martínez              | Daniel Martínez           | no otorgado                  | EF Education First        |
| 2.ª                     | Álvaro Hodeg            | Álvaro Hodeg          | Álvaro Hodeg             | José Tito Hernández         | Álvaro Hodeg                 | Steven Cuesta             | Steven Cuesta                | EF Education First        |
| 3.ª                     | Sebastián Molano        | Rigoberto Urán        | Sebastián Molano         | William Muñoz               | Daniel Martínez              | Fabio Duarte              | Marvin Angarita              | EF Education First        |
| 4.ª                     | Bob Jungels             | Bob Jungels           | Sebastián Molano         | William Muñoz               | Daniel Martínez              | Miguel Ángel López        | Miguel Ángel López           | EF Education First        |
| 5.ª                     | Julian Alaphilippe      | Julian Alaphilippe    | Julian Alaphilippe       | Alexis Camacho              | Daniel Martínez              | Óscar Quiroz              | Óscar Sevilla                | EF Education First        |
| 6.ª                     | Nairo Quintana          | Miguel Ángel López    | Julian Alaphilippe       | Iván Ramiro Sosa            | Miguel Ángel López           | Edwin Ávila               | Óscar Sevilla                | EF Education First        |
| Clasificaciones finales | Clasificaciones finales | Miguel Ángel López    | Julian Alaphilippe       | Iván Ramiro Sosa            | Miguel Ángel López           | no otorgado               | Óscar Sevilla                | EF Education First        |

## Ciclistas participantes y posiciones finales
Convenciones:
- AB-N: Abandono en la etapa "N"
- FLT-N: Retiro por llegada fuera del límite de tiempo en la etapa "N"
- NTS-N: No tomó la salida para la etapa "N"
- DES-N: Descalificado o expulsado en la etapa "N"

## UCI World Ranking
El Tour Colombia otorgó puntos para el UCI World Ranking para corredores de los equipos en las categorías UCI WorldTeam, Profesional Continental y Equipos Continentales. Las siguientes tablas muestran el baremo de puntuación y los 10 corredores que obtuvieron más puntos:
| Posición              | 1.º | 2.º | 3.º | 4.º | 5.º | 6.º | 7.º | 8.º | 9.º | 10.º | 11.º | 12.º | 13.º-15.º | 16.º-25.º |
| Clasificación general | 125 | 85  | 70  | 60  | 50  | 40  | 35  | 30  | 25  | 20   | 15   | 10   | 5         | 3         |
| Por etapa             | 14  | 5   | 3   |     |     |     |     |     |     |      |      |      |           |           |
| Líder                 | 3   |     |     |     |     |     |     |     |     |      |      |      |           |           |

| Clasificación |                        |                       |         |       |       |       |
| Posición      | Ciclista               | Equipo                | General | Etapa | Líder | Total |
| ------------- | ---------------------- | --------------------- | ------- | ----- | ----- | ----- |
| 1.º           | Miguel Ángel López     | Astana                | 125     | 8     | -     | 133   |
| 2.º           | Iván Ramiro Sosa       | Sky                   | 85      | 5,5   | -     | 90,5  |
| 3.º           | Daniel Felipe Martínez | EF Education First    | 70      | 2,33  | -     | 72,33 |
| 4.º           | Nairo Quintana         | Movistar              | 50      | 14    | -     | 64    |
| 5.º           | Julian Alaphilippe     | Deceuninck-Quick Step | 35      | 22,83 | 3     | 60,83 |
| 6.º           | Egan Bernal            | Sky                   | 60      | 0,5   | -     | 60,5  |
| 7.º           | Rigoberto Urán         | EF Education First    | 40      | 2,33  | 6     | 48,33 |
| 8.º           | Sergio Henao           | UAE Emirates          | 30      | -     | -     | 30    |
| 9.º           | Richard Carapaz        | Movistar              | 25      | 3     | -     | 28    |
| 10.º          | Rodrigo Contreras      | Astana                | 20      | -     | -     | 20    |